# Свети Архангел Михаил (Радожда)
Вижте пояснителната страница за други значения на Свети архангел Михаил.
„Свети Архангел Михаил“ е скална църква, разположена край стружкото село Радожда, Северна Македония.

## История
Църквата е изградена високо в склоновете на планината Ябланица. Първоначалното изграждане се датира в XIII век, като окончателния си вид храмът придобива в XIV век. Църквата три пъти е изгаряла и обновявана от монасите, които обитават храма до края на XVII век.
В църквата има живопис от 4 фази. Фреските от XIV век са свалени и в църквата остават най-старите фрески от времето на изграждането в XIII век. Изключително забележителна е „Чудото на Свети Архангел Михаил в Хони“. Изобразени са и сцени от Големите празници и Страданията Христови, както и Свети Йоан Колибар (Каливит) и Свети Климент Охридски.
По-късните фрески са едно от последните дела на охридската школа от XIV век.
Иконостасът и честният кръст са дело на Яков Радев от 1890 година.
- Свети Йоан Каливит
- Фрески
- Фрески
- Фрески
- Надписът на честния кръст, 1 юни 1890 г., Яков Мажовски